# 8799 Барнуїн
(8799) 1981 ER25 (1981 ER25, 1991 RK41, 1993 BZ14) — астероїд головного поясу, відкритий 2 березня 1981 року.
Тіссеранів параметр щодо Юпітера — 3,412.